# Eswatini
Eswatini, oficialment Regne d'Eswatini (en swazi, Umbuso weSwatini), és un país de l'Àfrica Austral situat entre Sud-àfrica i Moçambic a les faldes orientals de les muntanyes Drakensberg. Antigament va ser conegut com a Swazilàndia o el Regne de Swazilàndia.
La forma de govern del país és la monarquia absoluta i el seu territori està organitzat en quatre districtes. La seva capitalitat està formada per dues ciutats: Mbabane, seu administrativa i Lobamba, seu del poder reial i legislatiu. La ciutat més poblada és Manzini, que té uns 100.000 habitants.
És un estat membre de la Commonwealth, de l'Organització de les Nacions Unides, de la Unió Africana i del Mercat Comú d'Àfrica Oriental i Austral. Rep el seu nom de la tribu swazi, una ètnia bantu. El seu nom oficial fins a l'any 2018 fou Swazilàndia, moment en què fou canviat a Eswatini per recuperar el llegat previ al colonialisme britànic i per evitar confusions amb Suïssa (en anglès, Switzerland).

## Història
Tot i que les restes d'ocupacions humanes trobades a Eswatini daten de més de 100.000 anys, la població actual hi va emigrar al segle xix, després de les emigracions de les poblacions bantus i sota la pressió dels bòers. Al mateix temps, van colonitzar el sector els primers blancs. Després de les Guerres Bòer, Eswatini va esdevenir una colònia britànica. Va obtenir la independència el 6 de setembre de 1968 i des de llavors, com a Swazilàndia, va patir la lluita entre els activistes per la democràcia i la monarquia totalitària.

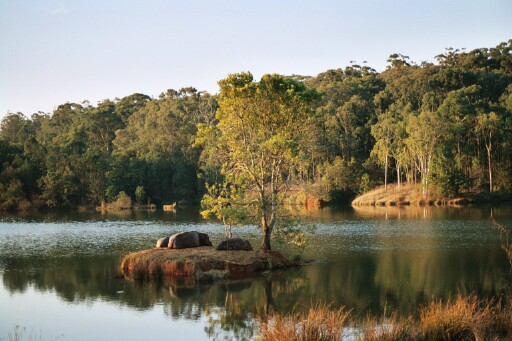
Vista d'un riu de la zona amb hipopòtams.

S'han trobat en territori swazi jaciments de fa més de 100.000 anys. Les evidències d'una agricultura i de l'ús del ferro daten del segle iv. Els pobles nguni van començar a colonitzar aquesta terra des de mitjan segle xv, els qui en el procés migratori que van realitzar des de l'Àfrica central cap al sud, van anar dividint-se en tribus, assentant-se en diferents territoris i evolucionant en diferents llocs, donant origen a les seves diferents cultures: zulu, xhosa, swazi i ndebeles.
Els swazis es van separar dels nguni en el sud de l'actual província sud-africana de KwaZulu-Natal, on es van establir fins que les lluites amb els Zulus (liderats pel rei Shaka) els van forçar a fugir cap al nord-est. Sobhuza I, cap del clan Dlamini, va reunir les restes de les tribus que Shaka havia desestructurat, incloent desertors zulus i els romanents regionals dels boiximans, i es va establir a l'àrea central de l'Eswatini actual. Aquí els swazis van continuar amb el procés d'expansió conquerint petites tribus de parla Sotho i Nguni, per augmentar l'estat avui anomenat Eswatini, situat en el nord-est de KwaZulu-Natal. Sobhuza I, mort poc després de la derrota zulu pels bòers (1839), va llegar al seu fill Mswati II la tasca de mantenir unit al seu poble, enfront de l'amenaça afrikaner.
En el transcurs de gairebé trenta anys de resistència, el poble va prendre com a propi el nom del seu rei, que va instituir un exèrcit permanent i va establir bones relacions amb els colons blancs, atorgant-los concessions.
El territori es va incorporar a la Colònia del Transvaal en 1902, i la capitalitat administrativa de la regió es va traslladar des de Bremersdorp, l'actual Manzini a Mbabane, a més alçada i fora de la zona afectada per la malària. Després de la guerra dels bòers el 1906, va estar sota el protectorat del Regne Unit, sota l'Alt Comissariat d'Àfrica del Sud. A partir de 1961, el càrrec d'Alt Comissari d'Àfrica del Sud va estar exercit per l'ambaixador del Regne Unit a la República de Sud-àfrica.
L'abril de 2018 el rei canvià el nom oficial de Swazilàndia a Regne d'Eswatini.

## Política
La constitució en vigor prohibeix els partits polítics. El 18 d'agost de 2004, el rei Mswati III va anunciar abans de la fi de l'any un canvi a la constitució. Les organitzacions de defensa dels drets humans i els grups d'oposició han denunciat aquesta nova constitució, ja que continua prohibint els partits polítics i sols serveix per a reforçar el control de la monarquia sobre el país. Els grups de l'oposició van afirmar que farien tots els possibles per bloquejar-la.

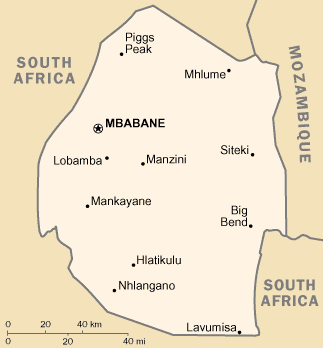
Mapa d'Eswatini.

El sistema de govern d'Eswatini consisteix en una monarquia absoluta. El rei (Mswati III des de 1986) és el Cap d'Estat i qui nomena els ministres (incloent el Primer Ministre —Cap de Govern—). Exerceix simultàniament tant el poder executiu com el legislatiu. Tradicionalment el rei governa al costat de la reina Mare o Indovuzaki (literalment Gran Elefanta), la qual és vista com una líder espiritual.
El parlament (Libandla) es limita a debatre les propostes del Govern i a aconsellar el rei. Consta d'una Cambra alta o Senat (compost per 20 membres nomenats pel Rei i altres 10 triats per l'Assemblea) i una Cambra baixa o Assemblea (composta per 10 membres nomenats pel Rei i altres 55 triats). Hi ha 55 Tinkhundla que són una sèrie de circumscripcions electorals que nomenen cadascuna un membre de l'Assemblea. Les eleccions se celebren cada cinc anys al novembre.
Els jutges del Tribunal Suprem i del Tribunal d'Apel·lacions són també nomenats pel rei.
A causa del règim absolutista, l'activitat dels partits polítics es troba altament limitada. Actualment, la majoria dels partits polítics d'Eswatini es troben legalitzats, després d'una prohibició absoluta d'activitat política des de 1973 fins al 1992. No obstant això, les eleccions de l'any 2003 es van fer sense la presència de cap partit a causa d'un decret reial. Malgrat l'aparent obertura política impulsada pel rei a causa, principalment, de pressions internacionals, diversos partits polítics encara es troben il·legalitzats, i fins i tot hi ha persecucions polítiques a membres dels partits antimonàrquics. Recentment Amnistia Internacional ha denunciat fortes tortures per part de la policia, arribant fins i tot a la mort d'un dels detinguts.
Alguns dels principals partits polítics són:
- Congrés d'Alliberament Nacional Ngwane (NNLC)
- Moviment Popular Democràtic Unit (PUDEMO)
- Partit Revolucionari Socialista Ngwane (NGWASOREP)
- Partit Comunista de Swazilàndia (SWACOPA)
- Moviment Nacional Sive Siyinqaba
- Partit Unit Democràtic Africà (AUDP)
- Partit Inhlava
- Front Nacional de Swazilàndia (SWANAFRO)
- Partit Progressista Nacional de Swazilàndia (SNPP)

La constitució de 1968 va estar abolida des de 1973. No obstant això, el juliol de 2005 es va aprovar una nova constitució, encara que el seu text va generar grans protestes per part de grups de drets humans.
El rei Mswati III és freqüentment criticat per viure tan luxosament en una nació afligida per la taxa d'infecció de VIH més alta del món. La seva multitud de cotxes de luxe i els milions gastats a restaurar les ostentoses mansions de les seves nombroses dones no s'adiu amb la realitat d'un país en el qual aproximadament el 34 per cent de la població activa es troba aturada, dels quals gairebé el 70 per cent viu amb menys d'un dòlar al dia, i al voltant del 39 per cent dels adults es troben infectats pel VIH.

## Subdivisió administrativa
Eswatini se subdivideix en quatre districtes:
| Districtes de Swazilàndia | 1. Hhohho 2. Lubombo 3. Manzini 4. Shiselweni |

## Geografia
Eswatini ofereix una gran varietat de paisatges: muntanyes al llarg de la frontera amb Moçambic, sabanes a l'est i selves al nord-oest.
Diversos rius travessen el país, com el Lusutfu.
Amb 50.000 habitants, la capital Mbabane és la ciutat més gran del país.
Altres ciutats importants són Manzini, Lobamba i Siteki.

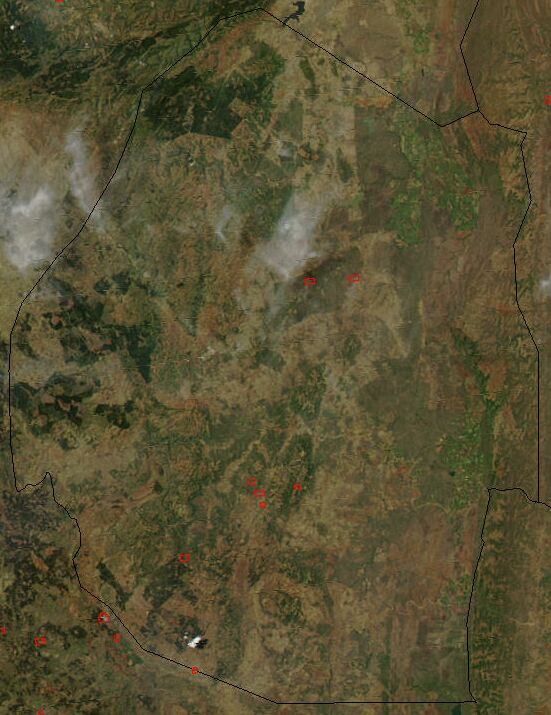
Imatge de satèl·lit.

Eswatini es divideix en quatre regions geogràfiques diferenciades, d'oest a est:
- El Highveld o High Veld (Alt Veld), amb una altitud mitjana de 1.300 metres, correspon als contraforts de les Muntanyes Drakensberg de Sud-àfrica.
- El Middleveld o Middle Veld (Medi Veld), amb 700 metres d'altitud mitjana, ocupa el 26% del territori. És una regió de turons i valls fèrtils.
- El Lowveld o Low Veld (Baix Veld), de 200 metres de mitjana, és una zona insalubre i seca.
- La Serralada Lebombo, de 600 metres d'altitud de mitjana, és una zona relativament aïllada a l'est del país.

Els rius més importants que reguen el país són: l'Usutu, l'Ingwavuma i el Komati. La cota més alta és la muntanya Emlembe, amb 1.862 metres, i la més baixa es troba al riu Usutu, a 21 metres sobre el nivell del mar.
Amb 70.000 habitants, la capital Mbabane és la ciutat més gran. Altres ciutats importants són: Manzini, Lobamba (capital administrativa), Siteki, Nhlangano i Piggs Peak.
Tot i ser un país molt petit, té una gran varietat climàtica. A l'oest, el Highveld té un clima subtropical amb precipitacions que superen els 1.000 mm (1 kl / m²) anuals. Cap a l'est té un clima tropical semiàrid. La regió centreoriental (el Lowveld) és la zona més seca, amb uns 600 mm de pluja a l'any.

## Ecologia
El Fons Mundial per la Natura divideix Eswatini en tres ecorregions, d'oest a est:
- Prada montana dels Drakensberg
- Sabana arbrada de mopane del Zambeze
- Selva mosaic costanera de Maputaland

## Economia
Eswatini és un petit país on l'agricultura de subsistència és la font de treball de més de 70% de la població. El sector industrial s'hi ha diversificat després de la dècada de 1980, sent el sucre i la polpa de fusta importants productes d'exportació. El 2007 es va intentar modernitzar i diversificar la indústria, com a resposta a una caiguda dels preus del sucre en la Unió Europea. En anys recents la mineria va perdre importància, només l'extracció de carbó i les pedreres de pedra romanen importants.
Tancat pel territori de Sud-àfrica, tenint solament una petita frontera terrestre amb Moçambic, Eswatini depèn gairebé totalment de l'economia sud-africana, origen de més del 90% de les seves importacions i destinació de més del 60% de les seves exportacions. La taxa de canvi de la seva moneda, el lilangeni, és fixada en relació al rand, i la seva política monetària és submisa a la de Sud-àfrica.

## Demografia
El 84,3% de la població és swazi, i un altre 10% és zulu, en tots dos casos es tracta de bantus, la qual cosa implica un país ètnicament molt homogeni. Hi ha també europeus (3% del total) i refugiats de Moçambic.
Tradicionalment els bantus han tingut una economia de subsistència, conreant i criant els seus propis animals per a consum. Alguns treballen en les mines de Sud-àfrica.
Els idiomes oficials són el swati o swazi (una llengua bantu), i l'anglès. Els assumptes governamentals i el comerç són portats en anglès en la seva gran majoria.
La religió d'Eswatini és la següent:
- Cristianisme protestant: 35%
- Església Africana de Zion: 30%
- Cristianisme catòlic: 25%
- Islam: 1%
- Hinduisme: 0,15%

El restant 9% de la població es divideix entre la Fe Bahá'í, el mormonisme, el judaisme, i altres grups religiosos. El xionisme, una mescla de cristianisme i el culte ancestral indígena, és la religió predominant a les zones rurals.
La població d'Eswatini segons l'últim cens de 2007 era d'1.018.449 habitants, l'estimació per intervinguts de 2011 d'IDB és d'1.370.000. La capital administrativa i ciutat més important és Mbabane (que té una població de 73.000 habitants). Lobamba és la capital real i legislativa d'Eswatini. Manzini és la ciutat més poblada del país: la seva àrea metropolitana supera els 100.000 habitants. Siteki és una altra de les grans urbs, i és la capital d'un dels 4 districtes en què s'organitza el país.
Una bona part de les terres està en possessió dels europeus o de companyies estrangeres, però aproximadament el 55% ho posseeix en dipòsit el rei perquè siguin utilitzades de forma exclusiva pels swazis.
El 2000 216.977 nens van assistir a les escoles primàries i 60.830 estaven inscrits en els instituts d'ensenyament secundari. La Universitat de Swazilàndia (1964) es troba a Kwaluseni.
La població rural d'Eswatini suposa el 73% (2002), i el país presenta una taxa de creixement demogràfic del 0,55%, xifra molt variable a causa de la sida. Les pressions que genera la població rural es deixen sentir en els recursos edafològics: la creixent demanda de terra cultivable, i l'excés de pasturatge a les terres comunals, condueixen a l'erosió del sòl. L'erosió i les deficients pràctiques en l'eliminació d'aigües residuals, contribueixen a augmentar les ja elevades taxes de malalties transmeses per l'aigua. Només el 59% (1990–1998) de la població té accés a unes adequades instal·lacions sanitàries, i el 50% a l'aigua potable segura.
El 30% de la seva població pateix d'infecció per VIH i això, unit a l'alta taxa d'incidència que té el virus en aquest país, fa que a Eswatini l'esperança de vida sigui molt baixa: només 49 anys.